# Con uñas y dientes
Con uñas y dientes és una pel·lícula espanyola de drama polític dirigida per Paulino Viota Cabrero amb guió de Javier Vega, de forma conservadora i contingut progressista. Tot i que fou rodada durant 1977, no fou estrenada fins al 28 de maig de 1979.

## Sinopsi
Marcos és un líder obrer que és apallissat per uns pinxos del patró Rodolfo Ortiz per tal que no pugui organitzar una vaga. Tot i que casat amb Lucía, es veu obligat a aixoplugar-se a casa d'una militant d'esquerres, Aurora, que també és professora de secundària. Mentre es recupera de les ferides tots dos intimen.

## Repartiment
- Santiago Ramos - Marcos
- Alicia Sánchez - Aurora
- Alfredo Mayo - Rodolfo Ortiz
- Guadalupe Güemes - Lucía
- José Manuel Cervino - Eduardo
- Francisco Casares - Pinxo n. 1
- Antonio Asunción - Pinxo n.2
- Ángel de Andrés López - Pinxo n. 3

## Producció
Com assenyala el mateix director en una entrevista, és la primera pel·lícula espanyola sobre la lluita de classes, està fortament influïda pel marxisme i Bertolt Brecht i adreçada a la classe obrera. Per tal d'arribar a un públic més ample pren la tècnica del thriller policíac i hi barreja una trama romàntica que li treu profunditat al missatge.

## Crítiques
| «                | "En una filmografia tan escarida com la de Paulino Viota, Con uñas y dientes representa un dels camins que podia haver pres el seu director d'haver desenvolupat una carrera més llarga. Es tracta, probablement, del camí que menys ens interessa, que es va revelar més fallit, que més ha envellit. El d'un cinema obrer dirigit a la classe obrera, usant per a això un relat clàssic amb història, personatges, motivacions i punts de gir." | » |
| — Albert Elduque | |   |